# Parrya pinnatifida
Parrya pinnatifida là một loài thực vật có hoa trong họ Cải. Loài này được Kar. & Kir. mô tả khoa học đầu tiên năm 1842.